# آنجلو دا کوستا جونیور
آنجلو دا کوستا جونیور بازیکن فوتبال اهل برزیل است 